# Tour cycliste féminin international de l'Ardèche
Le Tour cycliste féminin international de l'Ardèche est une course cycliste féminine par étapes. C'est une des courses les plus montagneuses du calendrier féminin.

## Histoire
Le Tour de l'Ardèche a été créé en 2003 par le VCVRA (Vélo Club Vallée du Rhône Ardéchoise), à l'initiave d'Alain Couréon. Il se composait pour sa première édition de trois étapes. Dès l'année suivante, il se composait de cinq étapes puis six par la suite. L'édition 2022 comporte 7 étapes. Cette épreuve fait partie du calendrier de l'Union cycliste internationale, en catégorie 2.2 puis 2.1 depuis 2018.
Depuis les débuts de l'épreuve, elle est organisée par une équipe de bénévoles, en majorité des retraités, tous anciens cyclistes amateurs, au nombre de 110 durant l'année, 650 durant la semaine de course.

## Palmarès
Plusieurs championnes de renom sont lauréates de cette épreuve, et montre un rang international à la course :
- Edita Pučinskaitė : vainqueur de 3 éditions, elle a été notamment championne du monde sur route en 1999 ;
- Kristin Armstrong : deuxième en 2005, et première en 2009, elle est également championne olympique  et championne du monde de contre-la-montre ;
- Marianne Vos : vainqueur en 2019, championne olympique sur route à Londres, elle est également triple championne du monde ;
- Anna Kiesenhofer : seconde en 2016, troisième en 2020, elle devient championne olympique à Tokyo, en 2021.

| Année | Vainqueur                 | Deuxième               | Troisième                |
| ----- | ------------------------- | ---------------------- | ------------------------ |
| 2003  | Edita Pučinskaitė         | Modesta Vžesniauskaitė | Sigrid Corneo            |
| 2004  | Élisabeth Chevanne-Brunel | Béatrice Thomas        | Uênia Fernandes Da Souza |
| 2005  | Edita Pučinskaitė         | Kristin Armstrong      | Daiva Tušlaitė           |
| 2006  | Edita Pučinskaitė         | Tatiana Guderzo        | Clemilda Fernandes       |
| 2007  | María Isabel Moreno       | Emma Pooley            | Susanne Ljungskog        |
| 2008  | Amber Neben               | Fabiana Luperini       | Katheryn Curi            |
| 2009  | Kristin Armstrong         | Grace Verbeke          | Lizzie Armitstead        |
| 2010  | Vicki Whitelaw            | Sharon Laws            | Ruth Corset              |
| 2011  | Emma Pooley               | Ashleigh Moolman       | Christel Ferrier-Bruneau |
| 2012  | Emma Pooley               | Ashleigh Moolman       | Tayler Wiles             |
| 2013  | Tatiana Antoshina         | Ashleigh Moolman       | Karol-Ann Canuel         |
| 2014  | Linda Villumsen           | Tayler Wiles           | Edwige Pitel             |
| 2015  | Tayler Wiles              | Lauren Stephens        | Rossella Ratto           |
| 2016  | Flávia Oliveira           | Anna Kiesenhofer       | Edwige Pitel             |
| 2017  | Lucy Kennedy              | Hanna Nilsson          | Leah Thomas              |
| 2018  | Katarzyna Niewiadoma      | Mavi García            | Eider Merino             |
| 2019  | Marianne Vos              | Clara Koppenburg       | Eider Merino             |
| 2020  | Lauren Stephens           | Mavi García            | Anna Kiesenhofer         |
| 2021  | Leah Thomas               | Mavi García            | Ane Santesteban          |
| 2022  | Antonia Niedermaier       | Loes Adegeest          | Paula Patiño             |
| 2023  | Marta Cavalli             | Erica Magnaldi         | Anastasiya Kolesava      |
| 2024  | Thalita de Jong           | Marion Bunel           | Monica Trinca Colonel    |
| 2025  |                           |                        |                          |

## En savoir plus